# Canigó
Pour les articles homonymes, voir Canigou.
Canigó est un poème épique écrit en 1886 par Jacint Verdaguer. Il constitue un des textes emblématiques de la Renaixença catalane.
Ce poème, qui forme tout un livre, contient une description géographique des Pyrénées catalanes et notamment du pic du Canigou, développée au travers de la figure mythique du Comte Tallaferro, un vaillant combattant contre les Sarrasins, basé sur le personnage historique de Bernard Taillefer. Des éléments mythologiques apparaissent aussi dans cette histoire. Celle-ci se déroule au XIe siècle, époque à laquelle les Catalans ont souffert des invasions musulmanes.

## Histoire

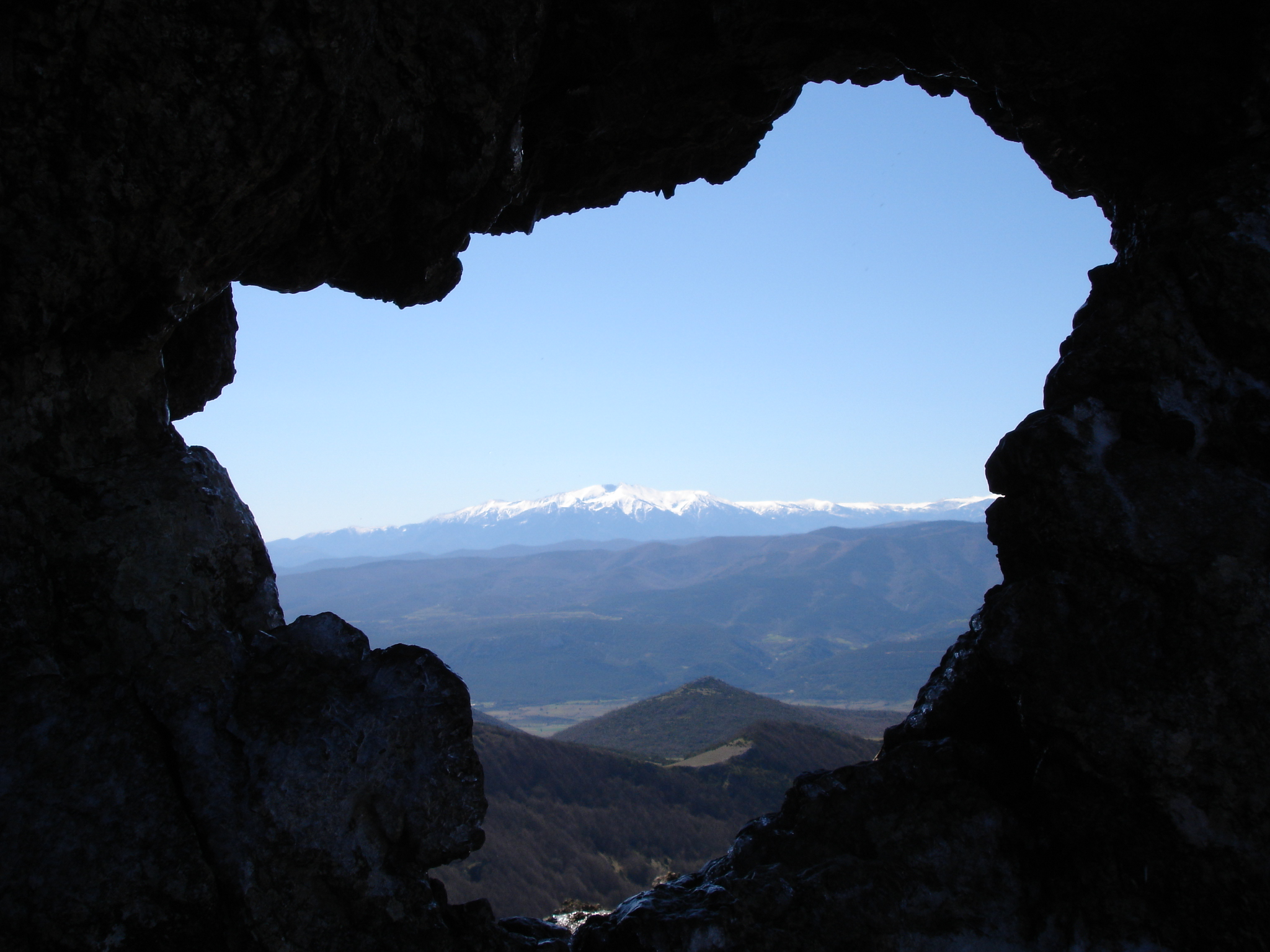
Pic du Canigou

L'histoire commence quand Gentil, fils du Comte Tallaferro, après avoir été fait chevalier dans l'Abbaye Saint-Martin du Canigou, se joint à l'armée chrétienne dont la mission est de faire cesser les attaques des musulmans.
Il fait la connaissance de Flordeneu, la reine des fées. Elle le séduit, et, charmé par elle, il en oublie la bataille et l'accompagne dans un voyage en char volant au-dessus des Pyrénées pendant lequel elle lui enseigne ce qu'elle sait des montagnes et de leurs légendes. Guifré, l'oncle du chevalier, constate que l'armée chrétienne est en train d'être défaite. Il attribue cela à la désertion de Gentil et surprend d'ailleurs ce dernier avec la fée. Gagné par la colère, Guifré tue son neveu.
Alors que le Comte Tallafero a vaincu les Sarrasins, le cadavre de Gentil est ramené à l'abbaye Saint-Martin. Guifré se repent, décide de devenir moine, et obtient le pardon de Tallafero. Avant de mourir, Guifré demande qu'une croix soit plantée à l'endroit où Gentil est mort.

## Style
Le poème présente une grande diversité de rythmes. L'auteur joue avec le contraste entre les scènes qui parlent du monde tendre et enchanteur des fées et les combats atroces entre guerriers catalans et musulmans.
La métrique de Canigó s'articule selon trois axes :
- La poésie populaire locale : la chanson, la romance (métrique originaire d'Espagne), la corranda
- La tradition médiévale : la chanson de geste,
- La strophe « Mistralienne » : octave (stance de huit vers) et strophes de cinq vers

## Traductions
Le poème connait un grand succès auprès des lecteurs et est considéré comme le chef-d'œuvre de Verdaguer.
Il a été traduit en italien par Maria Licer en 1898, puis un an plus tard en espagnol par le Comte de Cedillo. La même année, J. Tolrà de Bordas le traduit en français.
En 1910, une version pour le théâtre est réalisée par Josep Carner, accompagnée par la musique de Jaime Pahissa. En 1934, Antoni Massana utilise l'adaptation de Carner pour créer un opéra présenté au grand théâtre du Liceu de Barcelone.